# Цуй Цзянь
Цуй Цзянь (кит. 崔健; род. 2 августа 1961 года, Пекин) — китайский автор-исполнитель, рок-музыкант, киноактёр, кинорежиссёр. Его прозвали Старый Цуй (Лао Цуй, кит. 老崔) и называют «отцом» китайского рока.

## Биография
Цуй Цзянь родился в Пекине в семье этнических корейцев. Его отец был профессиональным трубачом, а мать — членом корейского танцевального коллектива.
Цуй Цзянь также учился игре на трубе, в 1981 году вошёл в состав Пекинского симфонического оркестра.
В 1983 году Цуй Цзянь написал свою первую песню, называвшуюся «Мне нравится моя гитара». В 1984 году он с шестью другими музыкантами создал группу «Семислойная доска» (七合板), выступавшую в отелях и ресторанах.
9 мая 1986 года Цуй Цзянь исполнил свою песню «Ничего нет» (一无所有) на телевизионном шоу. Это событие считают рождением китайского рока.
В феврале 1989 года появился первый альбом Цуй Цзяня «Рок на пути нового Великого похода» (新长征路上的摇滚). Через месяц в Пекине прошёл его первый концерт. В 1989 году песня «Ничего нет» стала неофициальным гимном студенческих протестов на площади Тяньаньмэнь. Цуй Цзянь часто общался со студентами-активистами и пользовался среди них большим влиянием.
После жестокого подавления протестов на площади Тяньаньмэнь Цуй Цзяню было запрещено выступать в Пекине. Он был вынужден жить в провинции и смог вернуться в Пекин только в начале 1990-х годов.
Вскоре он начал свой первый концертный тур по Китаю, названный «Новый Великий поход». Однако вскоре его тур запретили из-за того, что Цуй Цзянь исполнял свою знаменитую песню с политическим подтекстом «Красная тряпка», выходя на сцену с красной повязкой на глазах.
Цуй Цзянь много выступал на Западе, в 2004 году он выступил вместе с Deep Purple.
Лишь в 2005 году Цуй Цзяню разрешили выступить с сольным концертом на стадионе в Пекине.
Цуй Цзянь также снялся в ряде фильмов, а также был режиссёром фильмов «Чэнду, я люблю тебя» (2009, в соавторстве с Фрут Чаном) и «Обещание» (2013).